# Lista de campeãs do carnaval de Porto Alegre
Lista de campeãs do carnaval de Porto Alegre

## Grupo Especial
| 1956                                                              | Bambas da Orgia            | Festa na China. | [ 1 ] [ 2 ]             |
| 1957                                                              | Bambas da Orgia            | Festa nas Arábias. | [ 1 ] [ 2 ]             |
| 1958                                                              | Bambas da Orgia            | O Mundo de Mandrake. | [ 1 ] [ 2 ]             |
| 1959                                                              | Bambas da Orgia            | Salve o Carnaval | [ 1 ] [ 2 ]             |
| 1960                                                              | Bambas da Orgia            | As Quatro estações. | [ 1 ] [ 2 ]             |
| 1961                                                              | Academia de Samba Praiana  | Coroação de Dom Pedro II.                                                                                                | [ 1 ] [ 2 ]             |
| 1962                                                              | Trevo de Ouro              | Revista Musical. | [ 1 ] [ 2 ]             |
| 1963                                                              | Trevo de Ouro              | Toureiro Espanhol. | [ 1 ] [ 2 ]             |
| 1964                                                              | Academia de Samba Praiana  | My Fair Lady. | [ 1 ] [ 2 ]             |
| 1965                                                              | Academia de Samba Praiana  | Oferenda a Iemanjá. | [ 1 ] [ 2 ]             |
| 1966                                                              | Trevo de Ouro              | Trevo de Ouro canta Zumbi.                                                                                               | [ 1 ] [ 2 ]             |
| 1967                                                              | Imperadores do Samba       | My Fair Samba. | [ 1 ] [ 2 ]             |
| 1968                                                              | Imperadores do Samba       | Uma Festa no México. | [ 1 ] [ 2 ]             |
| 1969                                                              | Imperadores do Samba       | Epopéia dos Bandeirantes.                                                                                                | [ 1 ] [ 2 ]             |
| 1970                                                              | Academia de Samba Praiana  | Conceição da Praia. | [ 1 ] [ 2 ]             |
| 1971                                                              | Acadêmicos da Orgia        | Branca de Neve e os sete anões.                                                                                          | [ 1 ] [ 2 ]             |
| 1972                                                              | Acadêmicos da Orgia        | Lendas do Brasileiras.                                                                                                   | [ 1 ] [ 2 ]             |
| 1973                                                              | Fidalgos e Aristocratas    | Carnaval do Gelo. | [ 1 ] [ 2 ]             |
| 1974                                                              | Bambas da Orgia            | O Esplendor da Broadway.                                                                                                 | [ 1 ] [ 2 ]             |
| 1975                                                              | Imperadores do Samba       | Apoteose histórica do mundo literário de Jorge Amado.                                                                    | [ 1 ] [ 2 ]             |
| 1976                                                              | Academia de Samba Praiana  | Janaina e a Festa de Reis.                                                                                               | [ 1 ] [ 2 ]             |
| 1977                                                              | Bambas da Orgia            | Deslumbramento azul e branco em tempo de Portela.                                                                        | [ 1 ] [ 2 ]             |
| 1978                                                              | Acadêmicos da Orgia        | Festa no Gantois. | [ 1 ] [ 2 ] [ 3 ]       |
| 1979                                                              | Bambas da Orgia            | Era negro o céu de Palmares, pois seus deuses eram da África.                                                            | [ 1 ] [ 2 ]             |
| 1980                                                              | Bambas da Orgia            | Magia e esplendor de quatro décadas de glória - 40 anos de Bambas.                                                       | [ 1 ] [ 2 ]             |
| 1981                                                              | Imperadores do Samba       | Noite de criança, bailando os raios de prata.                                                                            | [ 1 ] [ 2 ]             |
| 1982                                                              | Império da Zona Norte      | Contatos Imediatos de Terceiro Grau.                                                                                     | [ 1 ] [ 2 ]             |
| 1983                                                              | Bambas da Orgia            | Pouco importa o quanto importa, o importante é sambar.                                                                   | [ 1 ] [ 2 ]             |
| 1984                                                              | Bambas da Orgia            | Pra falar de Brasil. | [ 1 ] [ 2 ]             |
| 1985                                                              | Bambas da Orgia            | Viagem ao mundo das ilusões.                                                                                             | [ 1 ] [ 2 ]             |
| 1986                                                              | Bambas da Orgia            | Alô, alô, Taí os Bambas Revivendo Carmem Miranda.                                                                        | [ 1 ] [ 2 ]             |
| 1987                                                              | Estado Maior da Restinga   | Fantástica Odisséia do Samba no Mundo Mágico do Sistema Solar                                                            | [ 1 ] [ 2 ]             |
| 1988                                                              | Imperadores do Samba       | Das glórias do gramado, apoteose de alegria, um rei entre os Imperadores.                                                | [ 1 ] [ 2 ]             |
| 1989                                                              | Bambas da Orgia            | Sai debaixo, que nesse saco tem gato.                                                                                    | [ 1 ] [ 2 ]             |
| 1990                                                              | Imperadores do Samba       | Moitará. | [ 1 ] [ 2 ] [ 4 ]       |
| 1991                                                              | Estado Maior da Restinga   | África, raízes negras na terra do samba.                                                                                 | [ 1 ] [ 2 ] [ 4 ]       |
| 1992                                                              | Estado Maior da Restinga   | Lendário e fascinante mar, misterioso mar.                                                                               | [ 1 ] [ 2 ] [ 4 ]       |
| 1993                                                              | Imperadores do Samba       | Lupi, podes entrar que a casa é tua.                                                                                     | [ 1 ] [ 2 ] [ 4 ]       |
| 1994                                                              | Estado Maior da Restinga   | África - 300 anos de Zumbi dos Palmares.                                                                                 | [ 1 ] [ 2 ] [ 4 ]       |
| 1995                                                              | Imperadores do Samba       | O fantástico mundo de Monteiro Lobato.                                                                                   | [ 1 ] [ 2 ] [ 4 ]       |
| 1996                                                              | Imperadores do Samba       | Perfume, um banho de cheiro.                                                                                             | [ 1 ] [ 2 ] [ 4 ]       |
| 1997                                                              | Imperadores do Samba       | Imperadores Século XXI.                                                                                                  | [ 1 ] [ 2 ] [ 4 ]       |
| Duas campeãs em 1998                                              |                            | |                         |
| 1998                                                              | Bambas da Orgia            | O Barão das Catas Altas, senhor das Minas Gerais.                                                                        | [ 1 ] [ 2 ] [ 4 ] [ 5 ] |
| 1998                                                              | Imperadores do Samba       | Brasil, mostra a tua cara.                                                                                               | [ 1 ] [ 2 ] [ 4 ] [ 5 ] |
| 1999                                                              | Estado Maior da Restinga   | O bailado dos cisnes nas asas da imaginação.                                                                             | [ 1 ] [ 2 ] [ 4 ] [ 6 ] |
| 2000                                                              | Imperadores do Samba       | São Borja, o primeiro dos sete povos.                                                                                    | [ 1 ] [ 2 ] [ 7 ]       |
| 2001                                                              | Imperadores do Samba       | Zamzibar, a ilha das especiarias.                                                                                        | [ 1 ] [ 2 ] [ 8 ]       |
| 2002                                                              | Bambas da Orgia            | Bambas abre o baralho, dá as cartas e banca o jogo.                                                                      | [ 1 ] [ 2 ] [ 9 ]       |
| 2003                                                              | Bambas da Orgia            | No caminho um bola, dentro da bola o sonho azul de um Grêmio vencedor.                                                   | [ 1 ] [ 2 ] [ 10 ]      |
| Duas campeãs em 2004                                              |                            | |                         |
| 2004                                                              | Bambas da Orgia            | Do mar se faz poesia. | [ 1 ] [ 2 ] [ 11 ]      |
| 2004                                                              | Imperadores do Samba       | Imperadores pergunta: OGM, verdade ou mentira?                                                                           | [ 1 ] [ 2 ] [ 11 ]      |
| 2005                                                              | Estado Maior da Restinga   | O enigma de todos os tempos. A Estado Maior da Restinga pergunta: Que mistério é esse?                                   | [ 1 ] [ 12 ]            |
| 2006                                                              | Estado Maior da Restinga   | Hoje a Restinga se encanta e faz a festa com você - 75 anos Viva a OAB.                                                  | [ 1 ] [ 13 ]            |
| 2007                                                              | Bambas da Orgia            | Taj Mahal: Uma linda história de amor.                                                                                   | [ 1 ] [ 14 ]            |
| 2008                                                              | Império da Zona Norte      | Da África à Zona Norte, sim senhor. Esta é a história do samba!                                                          | [ 1 ] [ 15 ]            |
| 2009                                                              | Imperadores do Samba       | 150 Anos de Glórias. Vermelho e Branco, Uma Só Paixão.                                                                   | [ 1 ] [ 16 ]            |
| 2010                                                              | Imperatriz Dona Leopoldina | Beth Carvalho. A Madrinha do Samba da Leopoldina.                                                                        | [ 1 ]                   |
| 2011                                                              | Estado Maior da Restinga   | A Restinga Multiracial Celebra a África de Mandela na Festa do Carnaval.                                                 | [ 1 ]                   |
| 2012                                                              | Estado Maior da Restinga   | Da mitologia à realidade, a Tinga de Taça na Mão! Vinhos do Brasil- sinônimo de qualidade, saúde, prazer e prosperidade! | [ 1 ] [ 17 ]            |
| 2013                                                              | Bambas da Orgia            | Majestosa Altaneira, minha águia, minha paixão.                                                                          | [ 1 ]                   |
| 2014                                                              | Imperadores do Samba       | A Imperadores do Samba faz a justa homenagem aos personagens de Luis Fernando Verissimo.                                 | [ 18 ]                  |
| 2015                                                              | Imperadores do Samba       | A Magia dos Opostos, Ponto de Equilíbrio do Universo.                                                                    | [ 19 ]                  |
| 2016                                                              | Imperatriz Dona Leopoldina | Espelho, de Filho Para Pai. A Imperatriz Canta Diogo para João.                                                          | [ 20 ] [ 21 ]           |
| 2017                                                              | Imperadores do Samba       | Sou Resistência e Não me Kalo: Frida Sou México em Flores, Cores e Amores: Diva entre Imperadores.                       | [ 22 ]                  |
| Não ocorreram desfiles em 2018                                    |                            | |                         |
| 2019                                                              | Imperadores do Samba       | Imperador – 60 anos. O Eterno Brilho de Um Diamante Negro                                                                | [ 24 ] [ 25 ] [ 26 ]    |
| 2020                                                              | Bambas da Orgia            | Eu Sou Passado, Eu Sou Presente, Eu Sou Futuro... Saudade, Quem é que Não Tem?                                           | [ 27 ]                  |
| Não ocorreram desfiles em 2021 em virtude da pandemia de Covid-19 |                            | |                         |
| 2022                                                              | Imperadores do Samba       | Um espetáculo entre os palcos da cidade                                                                                  | [ 29 ]                  |
| 2023                                                              | Estado Maior da Restinga   | Bendita és Tu, Anastácia. Negra dos Olhos Azuis                                                                          | [ 30 ]                  |
| 2024                                                              | Acadêmicos de Gravataí     | A Trupe da Onça Negra Apresenta: No Palco da Fantasia Entra em Cena a Commedia Dell'Arte                                 | [ 31 ]                  |
| 2025                                                              | Imperadores do Samba       | Encantados |                         |

## Número de títulos
| Escola                     | Títulos | Anos |
| -------------------------- | ------- | --- |
| Imperadores do Samba       | 22      | 1967, 1968, 1969, 1975, 1981, 1988, 1990, 1993, 1995, 1996, 1997, 1998, 2000, 2001, 2004, 2009, 2014, 2015, 2017, 2019, 2022 e 2025 |
| Bambas da Orgia            | 21      | 1956, 1957, 1958, 1959, 1960, 1974, 1977, 1979, 1980, 1983, 1984, 1985, 1986, 1989, 1998, 2002, 2003, 2004, 2007, 2013 e 2020       |
| Estado Maior da Restinga   | 10      | 1987, 1991, 1992, 1994, 1999, 2005, 2006, 2011, 2012 e 2023                                                                         |
| Academia de Samba Praiana  | 05      | 1961, 1964, 1965, 1970 e 1976 |
| Trevo de Ouro              | 03      | 1962, 1963 e 1966 |
| Acadêmicos da Orgia        | 03      | 1971, 1972 e 1978 |
| Império da Zona Norte      | 02      | 1982 e 2008 |
| Imperatriz Dona Leopoldina | 02      | 2010 e 2016 |
| Fidalgos e Aristocratas    | 01      | 1973 |
| Acadêmicos de Gravataí     | 01      | 2024 |